# Johann Heinrich Martin Ernesti
Johann Heinrich Martin Ernesti (Pseudonym: Philalethes; * 29. November 1755 in Mitwitz; † 10. Mai 1836 in Coburg) war ein deutscher Gymnasialprofessor und Sachbuchautor.

## Leben
Ernestis Herkunft liegt im Dunkeln. Er nahm 1775 ein Studium der Theologie an der Universität Erlangen auf. 1779 erlangte er dort den philosophischen Magistergrad, außerdem wurde er zum Dr. phil. promoviert. Auch über seinen weiteren Lebensweg ist wenig bekannt. 1784 folgte er einem Ruf als außerordentlicher Professor an das Akademische Gymnasium Coburg. Er wurde zum herzoglich gothaischen Rat und zum Konsistorialrat ernannt. Auch wurde er 1815 zum Dr. theol. promoviert.

## Werke (Auswahl)
- Erstes Vorbereitungsbuch der griechischen Sprache: nebst kurzen Nachrichten von dem Leben einiger griechischer Schriftsteller, Richter, Augsburg 1784.
- Praktisches Handbuch der Beredsamkeit und Dichtkunst für die Jugend, Felßeck, Nürnberg 1784.
- Lehren der Höflichkeit, des Wohlstandes und der Gesundheit, Ahl, Coburg 1788.
- Praktische Unterweisung in den schönen Wissenschaften für die kleine Jugend, Siedler, Brünn 1788.
- Notitia Hermvndvrorvm eorumqve causa Maximae Partis Germaniae Antiqvae, Monath und Kußler, Nürnberg 1793.
- Miscellaneen zur deutschen Alterthumskunde, Geschichte und Statistik, Kümmel, Halle 1794.
- Concordia: Ein Buch zur Beförderung des häuslichen, bürgerlichen und National-Glücks , Monath und Kußler, Altdorf und Nürnberg 1797.
- Neues Handbuch der Dicht- und Redekunst, Lübeck, Bayreuth 1798.
- Sittenbuch oder von den Pflichten des Menschen: mit Beyspielen der Weisheit und Tugend, Sinner, Leipzig 1800.
- Enzyklopädisches Handbuch einer allgemeinen Geschichte der Philosophie und ihrer Literatur, Lemgo 1807.
- Alterthümer der Griechen: Zum Lehr- und Selbstunterricht, 4 Hefte, Keyser, Erfurt 1809–1810.
- Ueber die religiöse Aufklärung, Religions- und Kirchenfreyheit; Basse, Leipzig 1819.
- Theoretisch-praktisches Handbuch der schönen Redekünste, 2 Bände, Basse, Leipzig 1820.
- Irene: der Weg zur christbrüderlichen Religionsvereinigung zum allgemeinen Kirchenfrieden, Seidel, Sulzbach 1828.
- Erstes Uebungs-Buch in der Muttersprache und praktische Vorbereitung zu den schönen Redekünsten, Fleischmann, München 1829.
- Analecten für die Sprachenkunde, Schriftenthum und schönen Künste, 2 Bände, Seidel, Sulzbach 1830–1831.